# Saint-Sauveur-Lendelin

Saint-Sauveur-Lendelin este o comună în departamentul Manche, Franța. În 1 ianuarie 2018 avea o populație de 1.739 de locuitori.